# طواف نيوشبلاد للسيدات 2020
طواف نيوشبلاد للنساء 2020 (بالفرنسية: Circuit Het Nieuwsblad féminin 2020)‏ هو سباق دراجات هوائية، وهو الموسم رقم 15 من السباق، وأقيم في 29 فبراير 2020، وامتدّ لمسافة 126.1 كيلومتر، وهو أحد سباقات سباق الدراجات على الطريق للسيدات 2020.
فاز فيه بالمركز الأول  أنيميك فان فليوتن، وبالمركز الثاني  مارتا باستيانيلي، وبالمركز الثالث  فلورتجي ماكايج.

## الفرق
| فرق سيدات عالمية (8)- يو أي أيه تيم ‏ - كانيون إس آر إيه إم راسينغ 2020 ‏ - ليف ريسينغ ‏ - FDJ–Suez ‏ - Liv AlUla Jayco ‏ - موفيستار للسيدات ‏ - فريق سنويب للسيدات 2020 ‏ - Lidl–Trek (women's team) ‏ فرق دراجات قارية سيدات (15)- GT Krush Rebellease Pro Cycling ‏ - Équipe Paule Ka ‏ - إس دي وركس ‏ - Burgos Alimenta Women Cycling Sport ‏ - بنجوال شوفالمير ‏ - Ciclotel ‏ - دولتشيني فان إيك سبورت 2020 ‏ - دروبز 2020 ‏ - هايتك بوردكتس 2020 ‏ - لوتو سودال للسيدات 2020 ‏ - أوتوجلاس ويترين ‏ - إن إكس تي جي ريسينغ 2020 ‏ - باركهوتل فالكنبورغ 2020 ‏ - EF Education–Tibco–SVB ‏ - فالكار ترافل آند سيرفس 2020 ‏ فريق نادي الدراجات- دبليو سي سي تيم 2020 ‏ |  |
| |  |

## الفائزون
| الترتيب | الفائز            |
| ------- | ----------------- |
| الفائز  | أنيميك فان فليوتن |
| الثاني  | مارتا باستيانيلي  |
| الثالث  | فلورتجي ماكايج    |